# Crazy Cars: Hit the Road
Crazy Cars: Hit the Road è un videogioco simulatore di guida pubblicato dalla Microïds e sviluppato dalla Little World Entertainment. Microïds ha ottenuto la licenza del titolo dalla Interplay Entertainment, che ha successivamente promosso essa stessa il gioco. Il titolo è basato su un vecchio videogioco della Titus Interactive, Crazy Cars, ed è stato reso disponibile per PC, iOS e Android, il 15 ottobre 2012 e successivamente per Macintosh.